# Fotoblastismo
Da-se o nome de fotoblastismo à influência da luz na germinação das sementes.
A esse respeito as plantas podem ser fotoblásticas positivas, que germinam por acção da luz branca, não germinando no escuro, ou fotoblásticas negativas, com germinação que é inibida por luz branca. Poderão também haver plantas fotoblásticas neutras.